# Великозаліснянська сільська рада
Великозалісня́нська сільська́ ра́да — колишня адміністративно-територіальна одиниця та орган місцевого самоврядування в Кам'янець-Подільському районі Хмельницької області. Адміністративний центр — село Великозалісся.
У 2015 році ввійшла до складу Гуменецької сільської громади.

## Загальні відомості
Великозаліснянська сільська рада утворена в 1923 році.
- Населення ради: 913 особи (станом на 2001 рік)
- Територією ради протікає річка Смотрич

## Населені пункти
Сільській раді були підпорядковані населені пункти:
- с. Великозалісся
- с. Киселівка
- с. Малозалісся

## Склад ради
Рада складалася з 12 депутатів та голови.
- Голова ради: Чистяк Віра Михайлівна
- Секретар ради: Брунько Ольга Петрівна

### Керівний склад попередніх скликань
| Прізвище, ім'я, по батькові | Основні відомості                                                 | Дата обрання | Дата звільнення |
| --------------------------- | ----------------------------------------------------------------- | ------------ | --------------- |
| Чистяк Віра Михайлівна      | Сільський голова, 1972 року народження, освіта вища, позапартійна | 26.03.2006   | 31.10.2010      |
| Чистяк Віра Михайлівна      | Сільський голова, 1972 року народження, освіта вища, позапартійна | 31.10.2010   |                 |

Примітка: таблиця складена за даними сайту Верховної Ради України

### Депутати
За результатами місцевих виборів 2010 року депутатами ради стали:

#### За суб'єктами висування
| Суб'єкт висування | Кількість обраних депутатів | %    |
| ----------------- | --------------------------- | ---- |
| Народна партія    | 10                          | 83,3 |
| Самовисування     | 2                           | 16,7 |

#### За округами
| № округу       | Прізвище, ім'я, по батькові       | Дата визнання обраним | Освіта | Партійна приналежність | Відомості про обраного депутата               |
| -------------- | --------------------------------- | --------------------- | ------ | ---------------------- | --------------------------------------------- |
| Народна Партія |                                   |                       |        |                        |                                               |
| 1              | Бурий Олег Іванович               | 05.11.2010            | вища   | позапартійний          | СТО «Волга-Волга», робітник                   |
| 2              | Корчистий Борис Анатолійович      | 05.11.2010            | вища   | позапартійний          | тимчасово не працює                           |
| 3              | Брунько Ольга Петрівна            | 05.11.2010            | вища   | позапартійна           | Великозаліснянська сільська рада, секретар    |
| 6              | Тімакін Михайло Сергійович        | 05.11.2010            | вища   | позапартійний          | тимчасово не працює                           |
| 7              | Валькова Марія Дмитрівна          | 05.11.2010            | вища   | позапартійна           | пенсіонер                                     |
| 8              | Нігерчук Наталія Анатоліївна      | 05.11.2010            | вища   | позапартійна           | тимчасово не працює                           |
| 9              | Шпиндюк Євгена Вікторівна         | 05.11.2010            | вища   | позапартійна           | Кисилівський сільський клуб, завідувачка      |
| 10             | Костецький Станіслав Францович    | 05.11.2010            | вища   | позапартійний          | тимчасово не працює                           |
| 11             | Бнатрицький Віктор Францович      | 05.11.2010            | вища   | позапартійний          | пенсіонер                                     |
| 12             | Андрущишина Людмила Олександрівна | 05.11.2010            | вища   | позапартійна           | тимчасово не працює                           |
| Самовисування  |                                   |                       |        |                        |                                               |
| 4              | Кащук Мирослава Анатоліївна       | 05.11.2010            | вища   | позапартійна           | Великозаліська загальноосвітня школа, вчитель |
| 5              | Подшивалова Тетяна Володимирівна  | 05.11.2010            | вища   | позапартійна           | фельдшерсько-акушерський пункт, завідувачка   |